# Religiously. The Album.
Religiously. The Album. — дебютный студийный альбом американского кантри-музыканта Бейли Циммермана, выпущенный 12 мая 2023 года на лейблах Warner Nashville и Elektra Records.
В него вошли синглы номер один «Fall in Love», «Rock and a Hard Place», «Religiously» и «Where It Ends» (три из них также были представлены в его дебютном мини-альбоме Leave the Light On). Другие треки, выпущенные в качестве промо-синглов, включают «Get to Gettin’ Gone» и «Fix’n to Break». Циммерман стал соавтором одиннадцати из шестнадцати треков альбома. Альбом получил положительные отзывы и платиновые сертификации в Канаде и США, а также был номинирован на премию People’s Choice Country Awards 2023.

## История
Альбом был анонсирован 18 марта 2023 года. Вместе с заглавным треком Циммерман выпустил заявление, в котором объяснил: «Последние два года моей жизни были безумными, и тот факт, что я выпускаю свой первый альбом, просто нереален. Спасибо всем, кто поддерживал меня в трудные минуты. Я никогда не смогу отплатить вам всем за любовь и поддержку, этот альбом для вас».
Альбом был коммерчески успешен и получил платиновый статус в Канаде и США. Четыре сингла из альбома Religiously. The Album. также получили платиновый статус в США и возглавили кантри-чарт Country Airplay: «Fall in Love» (№ 1 в декабре 2022 года), «Rock and a Hard Place» (6 недель № 1 в апреле 2023 года), «Religiously» (одна неделя № 1 в сентябре 2023 года) и «Where It Ends» (две недели № 1 в январе 2024 года). Все они также вошли в топ-10 Hot Country Songs, а первые три из них также были представлены в его дебютном мини-альбоме Leave the Light On). Песня «Rock and a Hard Place» 1 апреля 2023 года впервые попала в Топ-10 Billboard Hot 100 в свою 41-ю неделю нахождения в Hot 100, что стало рекордом для всех солистов истории хит-парада.

## Отзывы
| Оценки критиков | Оценки критиков |
| Источник        | Оценка          |
| --------------- | --------------- |
| Allmusic        | [ 8 ]           |

Альбом получил положительные отзывы критиков.
Стивен Томас Эрлевайн из AllMusic отметил, что «В Religiously the Album он не избавился от мрачных вибраций — нарочито минорные переливы всегда будут вызывать призрак Джейсона Олдина, — но их затмевает то, как Циммерман принимает бесхитростную позицию обывателя, которая делает его музыку немного светлее. Несмотря на склонность к мощным гитарам и вокалу, Циммерман всегда лучше всего звучит в более мягкой, сладкой обстановке; его слегка затронутый гравием рык придаёт кантри-попу достаточно грубости, чтобы не казаться слащавым. Это не значит, что Циммерман подрывает или переворачивает условности. Будь то песни о разбитом сердце или любви — а это практически единственные темы в альбоме Religiously — он с радостью принимает клише, попадая в цель, как профессионал на тренировке. Это стремление играть в игру легче принять здесь, чем на Leave the Light On, потому что Religiously склоняется к мягкому року, звучанию, которое представляет его тщательно скрываемую аутентичность в наилучшем возможном свете».
В 2023 году альбом был номинирован на премию People’s Choice Country Awards 2023 в категории «Альбом года».

## Список композиций
| №                   | Название                    | Автор(ы)                                                                     | Длительность |
| ------------------- | --------------------------- | ---------------------------------------------------------------------------- | ------------ |
| 1.                  | «Religiously»               | Austin Shawn Alex Palmer Бейли Циммерман Frank Romano Marty James            | 2:58         |
| 2.                  | «Warzone»                   | Shawn Циммерман Gavin Lucas Michael Hobby                                    | 3:24         |
| 3.                  | «Fix'n to Break»            | Shawn Циммерман Chandler Walters Lucas Sergio Sanchez                        | 3:52         |
| 4.                  | «Forget About You»          | Циммерман Drew Baldridge Lucas Nick Schwarz                                  | 2:55         |
| 5.                  | «Chase Her»                 | Andrew Stoelzing Heath Warren Jared Scott Matthew Schuster Nate Miles        | 3:18         |
| 6.                  | «Fall in Love»              | Shawn Циммерман Lucas                                                        | 3:52         |
| 7.                  | «You Don’t Want That Smoke» | Jimi Bell Tucker Beathard                                                    | 3:20         |
| 8.                  | «Found Your Love»           | Shawn Циммерман Lucas                                                        | 3:33         |
| 9.                  | «Rock and a Hard Place»     | Warren Jacob Hackworth Jet Harvey                                            | 3:27         |
| 10.                 | «Other Side of Lettin' Go»  | Циммерман Walters Lucas Warren                                               | 3:27         |
| 11.                 | «Pain Won't Last»           | Avery Roberson Brandon Wish Ryan Spencer                                     | 4:00         |
| 12.                 | «Where It Ends»             | Циммерман Grant Averill Joe Spargur                                          | 2:59         |
| 13.                 | «God’s Gonna Cut You Down»  | Traditional                                                                  | 2:48         |
| 14.                 | «Fadeaway»                  | Shawn Циммерман Lucas Warren                                                 | 2:40         |
| 15.                 | «Get to Gettin' Gone»       | Циммерман Greylan James Jason Massey                                         | 3:02         |
| 16.                 | «Is This Really Over?»      | Циммерман Walters Cody Lohden Ernest Keith Smith Mark Holman Rhys Rutherford | 3:08         |
| Общая длительность: | Общая длительность:         | Общая длительность:                                                          | 52:43        |

## Чарты
| Чарт (2023)                        | Высшая позиция |
| ---------------------------------- | -------------- |
| Австралия (ARIA)                   | 25             |
| Австралия (Country Albums, ARIA)   | 3              |
| Канада (Canadian Albums Chart)     | 8              |
| США (Billboard 200)                | 7              |
| США (Billboard Top Country Albums) | 3              |

| Чарт (2023)                         | Позиция |
| ----------------------------------- | ------- |
| США (Billboard 200)                 | 68      |
| США (Top Country Albums, Billboard) | 15      |

| Чарт (2024)                         | Позиция |
| ----------------------------------- | ------- |
| Австралия (Country Albums, ARIA)    | 14      |
| Канада (Billboard)                  | 30      |
| США (Billboard 200)                 | 45      |
| США (Top Country Albums, Billboard) | 10      |

## Сертификации
| Регион                                                                      | Сертификация  | Продажи   |
| --------------------------------------------------------------------------- | ------------- | --------- |
| Канада (Music Canada)                                                       | 2× Платиновый | 160 000   |
| США (RIAA)                                                                  | Платиновый    | 1 000 000 |
| Данные о продажах + прослушиваниях приведены только на основе сертификации. |               |           |